# Josefin Pettersson
Josefin Pettersson, född 13 januari 1984 i Stockholm, är en svensk ishockeyspelare.
Pettersson deltog i Olympiska vinterspelen 2002 i Salt Lake City, där laget vann brons.